# Рафаил (Берестов)
Иеросхимона́х Рафаи́л (в миру — Михаи́л Ива́нович Бе́рестов; 20 ноября 1932, деревня Сыркино, в то время в Московской области, РСФСР, СССР) — священнослужитель Русской православной церкви, иеросхимонах, постриженник Троице-Сергиевой лавры, критик экуменизма, ИНН, антиглобалист.

## Биография

### Детство и молодость
Родители — Иван Николаевич Берестов и Анна Дмитриевна Берестова (в девичестве Ширина), жители города Москвы. Рожать Анна поехала в родную деревню Сыркино, Тверской губернии (тогда в советской Московской области). 20 ноября 1932 года родились близнецы Николай и Михаил, будущий о. Рафаил. Детей окрестили уже на следующий день, в праздник Св. Архистратига Михаила.
В 1938 году родился третий брат Анатолий, игумен Анатолий (Берестов), известный детский невропатолог, доктор медицинских наук, профессор, руководитель реабилитационного центра при Крутицком подворье, который помогает наркозависимым, страдающим от алкоголя и пострадавшим от деструктивных сект.
Бабушка иногда водила детей в православный храм, но они росли без религиозного воспитания. Михаил сильно переживал из-за своего маленького роста. На вступительном испытании в художественную школу он не сдал экзамен по акварели, но его приняли, когда кто-то из уже поступивших отказался. Во время учёбы он работал. Когда ему было девятнадцать лет, у него появились серьёзные проблемы с сердцем, а после сильного приступа врачи думали, что он умрёт. Тогда Михаил дал обет, что станет монахом, если останется в живых.

### Троице-Сергиева лавра
Согласно одной версии биографии, Михаил в Троице-Сергиевой лавре встретил монахиню, которая 25 лет просидела в сталинских лагерях, стала там инвалидом и передвигалась на костылях. Окружающие говорили, что она прозорливица и человек великой духовной жизни. На просьбу помолиться за родственников монахиня сказала: «А, Рафаильчик, это ты!» — «Я не Рафаил, я Михаил!» — «Да, да, я знаю, что ты Рафаил. Я знаю, что твой отец Иоанн под конец жизни станет верующим, как и твоя мама, Анна. А вот — радуйся — твой брат Анатолий скоро станет очень верующим! А вот, за брата Николая надо молиться». Так она назвала всех родственников точно по имени, предсказав грядущие события.
В Троице-Сергиеву лавру Михаил хотел поступить в 1958 году, но его не приняли, потому что у него не было благословения (то есть разрешения) от родителей, вследствие чего у руководства могли возникнуть проблемы с властями. Три года он работал в церковной мастерской, учился в художественной школе и по выходным регулярно посещал Троице-Сергиеву лавру, где исполнял послушания. В 1961 году родители отпустили его и он, став послушником, поселился в гостинице лавры, писал и реставрировал иконы. Его оформили как рабочего; «помощник художника», он помогал архимандриту Николаю (Самсонову).
В 1963 году Кирилл (Павлов) принял его в духовные чада, и между ними установилась глубокая духовная связь.
В 1966 году он принял постриг в монашество с именем Рафаил, а в 1973 году — рукоположён в иеродиакона.
При советской власти являлся активным церковным диссидентом, выступая против экуменизма, латинофильства, масонства, модернизма, сотрудничества руководства Московской патриархии с КГБ, в связи с чем несколько раз подвергался дисциплинарным взысканиям со стороны администрации лавры.
В Троице-Сергиевой лавре иеродиакон Рафаил подвизался 23 года. В основном нёс послушание в иконописной мастерской, а также на клиросе — чтение поминальных записок, диаконское служение в храме и другие.

### Абхазия
Иеродиакон Рафаил начал ездить на Кавказ к православным пустынникам, сопровождая туда о. Кирилла, потом стал ездить один.
В 1984 году с благословением наместника Троице-Сергиевой лавры Алексия (Кутепова) и своего духовника, о. Кирилла (Павлова), переехал в Абхазию. Его целью был горный скит, с мужской и женской пустынями, около тридцати километров к северо-востоку от Сухуми, восемь километров от армянского села Аблухвара. Накануне его приезда скит разгромили милиционеры, ранили его старого лаврского друга, о. Паисия (Уварова), арестовали иеромонаха Виталия (Голубя) и почти всех сестёр женской пустыни, другие насельники убежали. Через некоторое время скит восстановили.
Отец Рафаил шесть лет подвизался в уединении на горе Большой Схапач (обособленная гора Западного Кавказа, примыкает к Бзыбскому хребту), почти два километра над уровнем моря. Свою келью нарёк в честь американского иеромонаха Серафима (Роуза), преставившегося два года перед тем. Ещё будучи в Лавре, Рафаил способствовал распространению первых переводов сочинений отца Серафима (Роуза). Отец Паисий помогал о. Рафаилу в обустройстве кельи, приносил ему самые необходимые продукты, помогал в заготовке дров. Каждые два года о. Рафаил должен был приезжать к своему духовнику, о. Кириллу, в Троице-Сергиеву лавру, посещая тогда ещё своих родителей. По дороге он останавливался в Сухуми у матушки Ольги, которая была духовным чадом схиархимандрита Виталия (Сидоренко), и позже стала старицей схимонахиней Виталией. С отцом Виталием (Сидоренко) он познакомился в Сухумском кафедральном соборе, и время от времени ездил к нему в Тбилиси.
Рафаил был знаком и с монахом Меркурием, автором широко известной книги «В горах Кавказа» (не путать с дореволюционной книгой схимонаха Илариона (Домрачева) «На горах Кавказа»).
В 1990 году о. Рафаил спустился со своей горы, переселился в келью, построенную недалеко от женской пустыни, которую окормлял о. Паисий. Там он провёл три года.

### Валаам
Во время грузино-абхазской войны в 1993 году духовник о. Рафаила, о. Кирилл (Павлов), призывал о. Рафаила из пустыни, хотев его послать в Валаамский монастырь. Рафаил расстроился и не хотел уезжать, но тогда сломал руку, и ему пришлось уехать в город и провести три недели под обстрелом в Сухуми, в чём монах видел дело Божьего промысла. Он смирился и поехал на Валаам.
Рафаил помогал игумену Панкратию в возрождении Валаамской обители, возобновлял традицию духовничества и практику умного делания. На праздник Рождества Пресвятой Богородицы в 1993 году отец Рафаил рукоположён в иеромонаха. С этого времени и до отъезда с Валаама был одним из духовников монастыря. Из главного монастыря переехал в валаамский Скит Всех Святых, где его много посещали братия монастыря.
В 1994 году на праздник Похвалы Пресвятой Богородицы (Суббота Акафиста) о. Рафаил принимает постриг в великую схиму с сохранением имени в честь св. Архангела Рафаила.

### Солохаул и Афон
В 1997 году по благословению архимандрита Кирилла (Павлова) иеросхимонах Рафаил с братией устроили на Русском Кавказе подворье Валаамского монастыря «Крестовая Пустынь», в селе Солохаул, недалеко г. Сочи. Скит был задуман по подобию афонских, с афонским уставом, и как монастырь «сербско-русского духовного единения и дружбы», о чём свидетельствуют надписи на русском и сербском языках на мраморных плитках, заложенных в колонны главного храма
Из-за давления, связанного с его антиэкуменической деятельностью, о. Рафаил с частью братии уже в 1998 году переехали на Афон. Первое время они находились в русском Свято-Пантелеимоновском монастыре, потом недолго в скиту Св. Пантелеимона греческого монастыря Кутлумуш. В 1999 году они поселились в келье Св. Иоанна Богослова (Потитирия) болгарского монастыря Зограф, с 2000 по 2001 год жили в скиту Новая Фиваида русского монастыря, потом вернулись в келью Потитирия.

### Кавказ и возвращение на Афон
В 2002 году после Пасхи, на Фоминой неделе, после продолжительного давления на предстоятеля монастыря Зограф и на братство со стороны Вселенского патриархата, о. Рафаил с братией из 17 человек уезжают в Крестовую Пустынь, которая была временно перемещена в деревню Ермоловка, рядом с российско-абхазской границей.
Осенью 2002 году переехали в горы Абхазии, где построили три скита, создали подворье в Сухуме и в одном селении в предгорье.
После издания брошюры «Набат» в 2005 году отцу Рафаилу начали угрожать расправой и даже смертью. Рафаил в это время не мог связаться с о. Кириллом (Павловым), но обратился за советом к старцу Адриану (Кирсанову) из Псково-Печерского монастыря, который посоветовал срочно уезжать из Абхазии на Афон.
В 2007 году отец Рафаил с братией вернулись на Афон и, совсем неожиданно, предстоятель сербского монастыря Хиландар, архимандрит Мефодий (Маркович), разрешил им поселиться на хиландарской земле, недалеко главной хиландарской пристани и кельи Йованица (Иваница/Иоанница). В 2016 году отшельников попросили уйти оттуда, и они переехали выше в горы и дальше от берега.
Зимой из-за повышенной влажности, в связи с тяжёлым состоянием здоровья лёгких, о. Рафаил вынужден уезжать со Святой Горы в места с жарким, сухим климатом, обычно на Крит.
Отец Рафаил и его братия ведут активную медийную деятельность, с 2010 года регулярно записывают видео и выкладывают в интернет, а также пишут статьи для различных порталов.

## Взгляды и убеждения

### Непринятие ИНН, внутреннего паспорта РФ, УЭК, СНИЛС, медицинского полиса
Иеросхимонах Рафаил был и остался критиком присвоения личного номера государственными структурами. В разгар дискуссии он регулярно встречался с верующими, публиковал свои обращения в религиозно-патриотическом еженедельнике «Русский вестник» и даже опубликовал аудиозапись «Близ есть, при дверех» с освещением своей точки зрения, тиражирование которой, по информации, предоставленной келейницами о. Николая Гурьянова, благословил сам залитский старец. Берестов занял такую позицию в согласии со своим духовником о. Кириллом (Павловым), который несколько раз ясно высказался по этому вопросу:
Я думаю так, первый этап — номера, потом электронная карточка будет. Сейчас как-то попроще, потом труднее будет выкарабкаться, а потом после этих карточек уже метка будет. Когда придётся отказываться от метки, там явная уже смерть будет, да. Или Христу изменить, поклониться антихристу, или наоборот — смерть принять за Христа.
Я всегда, с самого начала был против ИНН [Идентификационного номера налогоплательщика]… Я и сейчас выступаю категорически против ИНН. Принимать их не благословляю… Принимая ИНН, человек входит в систему зла.
Другим основанием его жёсткой позиции являются слова, сказанные ему старцем Паисием Святогорцем, которые отец Рафаил часто приводил: «Если кто примет новый паспорт со штрих-кодом или карточку с тайными тремя шестёрками, с идентификационным номером, тот потеряет Благодать Божию, и энергия бесовская вселится в него» На Рафаила воздействовали и другие высказывания старца Паисия: «Старец Афонский Паисий говорил, что не брать паспорт — это погасить пожар стаканом воды, а чтобы погасить соблазны взявшим паспорт и не брать чип на руку или на лоб, надо пригласить все пожарные команды — и уже не погасить.»
Также, на о. Рафаила повлияла и решимость Греческой православной церкви и афонских монахов, которые организовали многочисленные демонстрации и писали публичные обращения против внедрения электронных идентификационных карточек (которые, вопреки тому, греческое правительство пустило в оборот в 2016 году).
На самом деле, в данном случае речь идёт о толковании отцом Рафаилом (и другими духовными авторитетами) «Апокалипсиса»: «Мы не должны принимать ИНН (идентификационный номер) — предлагаемое нам цифровое бесовское имя. Это не техническая необходимость, а мистическое кодирование нас — овец Христовых. Ибо только духовные слепцы не видят, что идёт за этим. Дадут новый паспорт с идентификационным номером, потом карточку с тремя шестёрками — начертание или имя зверя или число имени его. „И никому нельзя будет ни покупать, ни продавать, кроме того, кто имеет сие начертание“ [Откр. 13:17]… Решили не сразу, а поэтапно внедрить сначала идентификационный номер (ИНН), а потом штрих-код с тремя шестёрками, последней ступенью будет чип-микрокомпьютер на лоб или правую руку, как предупреждал нас Апостол Иоанн о печати антихриста в Апокалипсисе.»
Радикальность взглядов о. Рафаила заключается в том, что принятие православным христианином таких документов уже является вероотступничеством: «А мы лукавы, думаем, паспорт со штрих-кодом примем, а вот саму печать — чип, микрокомпьютер на лоб и руку не примем. Не обольщайтесь этим! Не лукавьте пред Богом! Подписавшись под этим документом с тремя шестёрками, вы подписываетесь в подчинение сатане. Это является поклонением ему, отречением от Бога.» «Вот почему нам нельзя брать [ИНН]: потому что это уже печать антихриста, пока ещё на бумаге, не на лбу, не на руке.»
Главными инициаторами присвоения номеров частным лицам и появления электронных документов Берестов считает масонов: «Масоны имеют непосредственные контакты с сатаной и дают все новые и новые откровения. Это сатанисты, и они дают программу действий. И ИНН не просто так появился, он не от человека, я думаю, он от сатаны.» «Электронные карты, биометрию и чипы, все это готовят масоны — слуги антихриста.»
Рафаил советует не брать никаких электронных документов: «Духовно гибельно, опасно и гибельно принимать эти новые документы: паспорта с тремя шестёрками, ИНН, УЭК [универсальную электронную карту], медицинские полисы и другие. Всё это ведёт к отступлению. А тем более современные паспорта с чипами… Самое лучшее — игнорировать и не принимать никаких электронных карт, паспортов с чипами.» «СНИЛС [ Страховой номер индивидуального лицевого счёта ], ИНН, личные коды и другие личные номера — это цифровые бесовские имена, которые слуги антихриста дают вместо имени, данного во святом Крещении.»
С появлением новых документов и новых техник их выработки, о. Рафаил обнаруживает факты, делающие современные идентификационные предметы, по его мнению, ещё более неприемлемым: «В паспорте РФ есть много рисунков-орнаментов. Среди них орнамент трёх шестерок, о которых в Откровении св. Ап. Иоанна Богослова сказано, что это цифровое имя антихриста… Штрих-код составлен из полосок разной толщины — тонких, средней толщины и потолще. Их разделяют три пары удлиненных тонких полосок, которые считываются сканером как цифра 6. Штрих-код нового поколения это так называемый QR-код. В QR[кю ар]-коде большие три квадрата, расположенные по углам QR-кода, по содержанию являются носителями цифры 6. И так три квадрата в QR-коде это тоже три шестерки — цифровое имя антихриста. Штрих-коды и QR-коды наносятся на все продукты, товары и изделия, на билеты и личные документы: паспорта, пропуска и даже диамонитирионы — разрешение для въезда на Афон». "Когда человек сдает свои биометрические данные, он подвергается величайшей опасности для своего спасения, потому что современная техническая база позволяет во время снятия биометрических данных безболезненно нанести невидимую метку — начертание на лобную кость или на кожу, как об этом сказано в Апокалипсисе, «положено будет начертание на правую руку их или на чело их» (Откр. 13,16).
В обращении из июня 2017 года отцы Рафаил и Онуфрий используют понятия, не имеющиеся в светской науке, и утверждают, что при снятии биометрии человек уже становится слугой антихриста, подключается к мировому компьютеру и теряет свободную волю: «Главная биометрическая информация о человеке это не радужная оболочка глаз, не биометрия лица или пальцев, главная биометрическая информация о человеке — это индивидуальный алгоритм функций мозга человека. При так называемом снятии биометрии происходит нанесение лазерного начертания и определение этого уникального для каждого человека алгоритма функций мозга. После этого совершится полное духовное порабощение свободы человека, человек попадает в сети технотронной магии, устанавливается связь мозга человека с міровым компьютером по имени „зверь“, такой человек станет безвольным биообъектом — рабом антихриста.»
Они также считают, что сатанинским номером являются и личные номера, присваиваемые в Сербии (с 1977 г.), Болгарии (с 1977 г.) и Румынии (с 1978 г.) всем гражданам уже при рождении, а следственно, практически всем православным сербам, болгарам и румынам (в том же обращении).
Вместе с тем, о. Рафаил призывает всех покинуть города и переехать в деревню или даже прятаться в лесу: «Вот, допустим, бизнес у кого-то отнимают. Сделай бизнес в деревне. Устройся в деревне. Бизнесмены — это разумные и хваткие люди. Они везде могут найти себе, где бизнес устроить. Кто немощен — уходите в леса. Спрячьтесь.»
За такую позицию о. Рафаил подвергался острой критике, потому что сам имеет российский заграничный паспорт (без биометрических данных) и путешествует между Россией, Грецией и Израилем.

### Почитание Григория Распутина и царя Ивана Грозного
Следуя взглядам старца Николая Гурьянова, о. Рафаил считает, что Григорий Распутин и царь Иван Грозный — оклеветанные святые.
«Если такой старец, как отец Николай, почитал [Распутина и Ивана Грозного], а почему нам не почитать? Если он благословлял такие иконы писать и принимал, почему должны судить мы?»
«Григорий Ефимович [Распутин] действительно старец, был прозорлив, и он мог своею молитвою остановить кровь у царевича Алексия, когда он болел гемофилией. Масоны использовали Григория Ефимовича для того, чтобы спровоцировать царя и царскую семью.» «Масоны подготовили двоих артистов, которые гримировались под Григория и кутили и безобразничали, ходили к женщинам, устраивали дебоши, драки, пьянство, и тогда докладывали Царю, „вот, Государь, вчера Григорий Ефимович вел себя ужасно, он в ресторане устроил дебош, драки, пьянство, приставал к женщинам“.»
«Что касается царя Иоанна Грозного, он православный царь. Вырос он в таких ужасных условиях. …государю естественно надо было взять меч и навести порядки в своем государстве… Он был прославлен как местночтимый московский святой, поэтому, конечно, надо ему молиться». Информацию об убийстве сына Иваном IV оценивает как клевету: по мнению о. Рафаила, царевич умер, потому что ему подкладывали ртуть. На самом деле, медико-химические и медико-криминалистические экспертизы останков царевича в 1963 году показали, что у него в 32 раза превышено допустимое содержание ртути, в несколько раз мышьяка и свинца.

### Отношение к епископу Диомиду
В связи с антиглобалистским Обращением епископа Диомида (Дзюбана) Берестов поддержал последнего, назвав «апостолом последних времен», однако впоследствии порицал опального епископа за несмирение и распространение раскольнических настроений в РПЦ. Иеромонах Авель (в схиме Онуфрий), келейник о. Рафаила, в статье из января 2011 года, написал: «Владыку Диомида Батюшка о. Рафаил очень просил не уходить из Русской Церкви, владыка обещал, а потом перестал брать телефонную трубку, когда мы ему звонили».

### Поддержка представителей Молдавской митрополии
В августе 2010 года посетил Молдову, чтобы поддержать клириков и мирян, выступающих против экуменизма.
«Церковь — не Патриарх, не митрополит и не епископ. Они слушаются масонов. Из них немало завербованных от Моссада или ЦРУ и других еврейских организаций. Это все силы зла, они пытаются разрушить нашу Церковь.»
4 сентября 2010 года принял участие во встрече официальной делегации Молдовской митрополии Московского патриархата с председателем Синодальной комиссии по делам монастырей архиепископом Сергиево-Посадским Феогностом (Гузиковым), викарием Патриарха Кирилла. Архиепископ Феогност обвинил о. Рафаила и большинство участников беседы в расколе.

### Отношение к Константинопольскому патриарху Варфоломею и Московскому патриарху Кириллу
Отец Рафаил и его братство прервали общение с Константинопольским патриархом Варфоломеем после того, «как узнали, что он поминал папу римского в 2006 году». Рафаил называет Варфоломея «лжепатриархом», «ересиархом», «иезуитским воспитанником Восточного папского института», и масоном, утверждая, что Варфоломей даже возглавлял масонскую ложу.
Я всегда говорил и говорю, что нам необходимо быть в лоне Церкви и бороться за чистоту Православия внутри, а не отделяться от Церкви. Мы не за раздробление, не за расколы, мы – за церковное единство в чистоте Веры.
Хотя несколько лет критиковал всех непоминающих предстоятеля РПЦ и уходящих в раскол, 28 января 2016 года отец Рафаил перестал поминать патриарха Московского и всея Руси Кирилла «после принятых [на предсоборном совещании] в Шамбези еретических документов».
После встречи патриарха Кирилла с папой римским Франциском, о. Рафаил призвал Русскую Православную Церковь прекратить поминание Патриарха Кирилла, назвав его «лжепатриархом, еретиком, отступником».
Однако, в диалоге о. Рафаила и его келейника Онуфрия, опубликованном в апреле 2016 года (до Критского собора), о. Рафаил утверждал: «Надо молиться за патриарха Кирилла, чтобы он стал православным, покаялся… Может быть, он воспротивится собору, еретическому по сути. Тогда мы примем его как нашего святого патриарха. А если он примет и будет участвовать в соборе и подпишет, то он уже будет не наш патриарх, он будет раскольник».
Хотя патриарх Кирилл не принял участия в Критском соборе и не подписал на нем предлагаемых документов, о. Рафаил с братией все равно анафематствовали патриарха в феврале 2017 года. Дело было в том, что Рафаил считал, что патриарх принял эти документы уже раньше и заставил всех русских архиереев утвердить их: «Патриарх и делегация архиереев не поехали на собор, потому что все решения предсоборных совещаний в Шамбези они уже приняли. В конце января, после возвращения с предсоборного совещания из Шамбези в Россию, патриарх собрал преждевременный Архиерейский собор, на котором заверил архиереев, что на совещаниях в Шамбези приняты во всем православные документы и что сейчас на Архиерейском соборе [2-3 февраля 2016 г.] их нужно принять… Те, кто были против, испугались и руки не подняли. Так все единогласно приняли еретические документы… Ересиарх-патриарх насадил на Архиерейском соборе ересь экуменизма и папизма, архиереи, не разобравшись, приняли еретические документы».

### Отношение к Владимиру Путину
После визита Владимира Путина на Афон в мае 2016 года, о. Рафаил заявил в видеообращении, что Путин приехал на Афон, потому что авторитет Патриарха Кирилла упал, и надо было его поддержать. Комментируя то, что Путину на Афоне оказали некоторые царские почести, Рафаил сказал: «Как несерьезно все поступают! Если Путин хочет быть царем, пусть будет достоин царства, не будет с масонами якшаться, будет предан царю, вере Христовой, во всем искренне. Чтобы люди уверовали, полюбили его, что он православный христианин, он бы [должен был] защища[ть] не идеи сатанизма, мирового правительства, а идеи святого Православия, святой Руси, идеи Христовых заповедей… Это какое-то обольщение народа, подсовывание нецаря, это хотят нам подсунут масоны… Нам нужен самодержец православный, предан Христу, Церкви и России… Путин все-таки управляемая пешка масонов, крупных олигархов.»

### Анафематствование Критского собора
Уже с 2009 года Рафаил Берестов начал предупреждать, что будет собор, на котором «хотят ввести единение с католиками и другими экуменистами, хотят экуменизм канонический и догматический, хотят ввести новый стиль, сократить посты, хотят ввести обновленческие реформы, дважды женатое священство и женатый епископат.» «Масоны, враги России, враги Православия, готовят такой собор уже давно.» «Это не собор, а сборище сатанинское, они готовят церковь антихриста, это антихристов спектакль.»
Сразу после собора на Крите, состоявшегося в июне 2016 года, о. Рафаил и его братия призвали верующих прервать литургическо-церковное общение с экуменистами и поминающими патриархов, принявших документы собора, хотя братство не отрицает, что в РПЦ ещё есть благодать: «Но мы обращаемся и призываем всех верных чад Русской Православной Церкви отвергнуть ересь, разрывая общение с еретиками, и сохранять верность Святоотеческому Православию! … Нужно осудить уже осужденный экуменизм и еретиков-экуменистов, и разорвать с ними молитвенное и евхаристическое общение. Не ходить на службы к тем епископам и священникам, которые не предают анафеме всеересь экуменизма и еретические документы. Не ходить на службы к тем, которые продолжают поминать ересиархов Кирилла и Варфоломея или других предстоятелей и архиереев Поместных Православных Церквей, которые документально утвердили экуменическую всеересь на Варфоломеевском лжесоборе… Братия и сестры, ищите верных священников, непоминающих еретиков. Если даже совсем редко придется приступать к исповеди и Святому Причащению, потерпите ради Христа и не имейте общение с ересиархами Кириллом и Варфоломеем, и с единомудрствующими с ними, и с теми, кто их поминает».
В феврале 2017 года они выпустили видео, где предают анафеме «лжеепископов еретиков экуменистов [Константинопольского патриарха] Варфоломея, [Московского патриарха] Кирилла, Иллариона [Алфеева]», «критский лжесобор» и создателей фильма «Матильда», показывающего царя Николая II безнравственным человеком.

### О предстоящей войне и возобновлении монархии
Рафаил Берестов верит, что скоро должна состояться мировая война, после которой Россия снова станет царством. В публичных выступлениях он ссылается на старца Иосифа Ватопедского.
«Блаженный старец, отец Иосиф Ватопедский, говорил мне, что грядут времена грозные, но после определенных страшных событий многие славянские народы присоединятся к России, также в союз с Россией вступит и Греция. Таким образом, будет создана новая Византия… Милостью Божией будет избран православный царь. И тогда в России произойдет очищение церковное. Сейчас же Церковь наша больна, очень больна. В ней много шпионов, которые трудятся на врагов Христа. И правительства национального пока у нас нет. А царь же наш будет очень светлым, сильным, талантливым человеком, правящий с любовью и мудростью. Об этом свидетельствуют святые отцы Церкви, в том числе отец Николай Гурьянов. В этом наша надежда, наше утешение.»
Отец Рафаил думает, что эта война будет сражением духовных сил добра и зла: «Это уже будет война с антихристом, с антихристовым духом, собственно. Потому что сейчас вся политика становится богословием: или с антихристом или со Христом.»
Афонский монах уточнял, кто, на его взгляд, будут воюющие стороны: «Мы за самодержавие. В России вернется Царь, и мы этого ждем. Об этом пророчествовали Отцы. И он наведет порядок, и в Церкви наведет порядок… Война близко и придется воевать и с НАТО, и с Европой. Это мне сказал Иосиф Ватопедский, будучи еще живой. Я сказал: „A Россия сейчас не может воевать ни с Америкой, ни с Европой, мы разоруженные, власти наши не патриотические, а масонские, мы не сможем противостоять Европе и Америке.“ … Но он сказал: „Россия и Православие победит, потому что небесное воинство будет сшибать крылатые ракеты, самолеты вражеские. Поэтому Россия победит.“ … Будет смертельно раненная глава змия — масонство… …все увидят наглядно, что с нами Бог, и что истинная Православная вера в России и в православных странах. И сюда приедут, как говорит Серафим Вырицкий, многие иностранные корабли, чтобы учиться Православию и принимать сан, священнический и епископский. Так что в Европе будут строиться храмы, и во многих других странах. Ну, на время. А потом будет опять масонство.»
В 2015 году о. Рафаил высказал мнение, что мировая война начнется после собора, на котором хотят «исказить Православие», возможно, уже в 2016 году. «Я, может, ошибаюсь, может, она завтра начнется», оговорился он.
В 2015 году о. Рафаил начал утверждать, что он встретился с будущим царем: «…я встречался с учеником старца Николая Гурьянова… Он очень талантливый, духовный, благодатный человек. Как сказано, русское сердце почувствует его, сердце раскрывается перед ним. Я никого на царство не помазывал, хотя многие Лжедмитрии меня просили об этом. Ныне мы узнали о нем [о царе]. Я спросил [его]: „Что мне говорить людям о грядущем Царе?“ Ответ был: „Говори только то, что сказал старец отец Николай Гурьянов: Се, царь грядет!“ Поэтому я и говорю всем: „Се, царь грядет!“… Он будет и патриархом, и царем.»
Потом Рафаил стал больше раскрывать об этой мистической личности: «Ко мне приходил один благороднейший человек и сказал: „Отец Рафаил, радуйся, царь среди нас ходит по земле.“ … Авель [келейник о. Рафаила, в схиме Онуфрий] его знал, и мы узнали, что он этот самый грядущий царь. У нас имеется доказательство на это. Но, об этом нельзя говорить. Я спросил этого благороднейшего человека: „Как мне о вас популяризировать, что мне говорить людям?“ Он говорит: „Отец Рафаил, мой духовный отец был отец Николай Гурьянов, и я ему все открывал. Все мои откровения от Бога были, все ему открывал, и он сказал: 'Се, царь грядет'. Так и ты говори людям: 'Се, царь грядет'. Все остальное — ничего не надо говорить…“ Сам Бог засвидетельствует, что он царь. Мое домысливание, наше домысливание: возможно, воскреснет Серафим Саровский, он всем скажет: „Се, царь! Это Божий избранник!“ И все его примут. Но, произойдет это не сейчас, а во время тяжелых испытаний, во время войны. Во время войны он будет царь-победитель. Он был военный, какой-то офицер, и он будет участвовать в войне и даже предстанет руководителем военным.»
«[Он] очень глубокий, серьёзный человек, духовный, нам монахам учиться у него, он молится от заката вечернего до утренней зари. Он очень умный, благодатный, духовный, очень зрелый».
Рафаил Берестов предсказывает возрождение России и Православия после мировой войны: «Он как хозяин наведет порядок в стране, очистит Церковь Христову от масонов, экуменистов, глобалистов, врагов Церкви и молчунов. Сельское хозяйство в России подымут на высокий уровень, также экономику и оборонку. Людям в России будет жить хорошо. Духовная жизнь повысится. Аборты будут строго запрещены. Будет расцвет духовный. Император вдохновит людей к покаянию, к молитве Иисусовой. Телевидение будет под контролем, будут показывать духовные фильмы и рассказы. Расцвет Православия будет во всем мире. Во всех континентах будут строиться православные храмы.»
Монашеская община о. Рафаила восстановила упоминание императора в богослужебных молитвах, но они молятся о «благочестивейшем государе нашем, грядущем императоре всея Руси».

## Критика
Протодиакон Андрей Кураев в 2010 году объявил Рафаила психически больным, причём «с юности». Такую позицию приняли и некоторые другие клирики РПЦ, например, священник Антоний Скрынников. Сам Рафаил (Берестов) часто критиковал Кураева и упрекал в модернизме и сотрудничестве с КГБ/ФСБ.
Некоторые предполагают, что большое влияние на престарелого отца Рафаила оказывает его келейник Онуфрий (Стебелев-Веласкес, в постриге был наречён Авелем), который вместе со своим старцем подписывает публичные заявления и записывает его видеообращения, часто построенные в форме диалога между ними, и носящие весьма радикальный характер. Отец Рафаил в двух видеообращениях опровергает, что он жертва манипуляции своего келейника, и утверждает, что он полностью согласен со всеми опубликованными материалами, и что он их просматривает после публикации.
В 2017—2018 годах к числу критиков отца Рафаила добавился иерей Георгий Максимов.

## Творчество
Духовные сочинения, послания, обращения
- Что мешает единству Русского Православия (2002)
- Набат изд. «Отчий дом» (2005)
- МП нужна хирургическая операция
- Открытое обращение (2010)